# 아이라 베페라스카 로스노프스키
아이라 베페라스카 로스노프스키(アイラ・ヴェフェラスカ・ロスノフスキ)는 《파이팅! 대운동회》의 등장인물이다.

## 성우
소우미 유코 / 박수옥 / 타무라 유카리(어린 시절)

## 프로필
4981년 5월 8일 러시아 출신. 남극 훈련 학교에서 제시 거트랜드의 최고 라이벌으로 1화 중간시험에서부터 제시 거트랜드와 박뱅으로 붙었으나 제시가 1위로 들어오는 바람에 자신은 2위로 들어온다. 최종시험 트라이애슬론 중 수영 때 제시를 제치고 1위로 들어오는 멋진 승부를 보이지만 자신의 조국 러시아가 다른 나라와 합병되는 바람에 기권한다. 나중에는 어렸을 때부터 자신을 가르친 코치와 결혼하여 임신하게 되고 그 아이 이름을 친구 제시로 지었다.